# یونس آقا وهاب‌زاده
یونس آقا وهاب‌زاده از سیاستمداران ایرانی بود، که در دوره‌های هشتم و نهم بعنوان نماینده مشهد  در مجلس شورای ملی حضور داشت.
او یکی از اعضای اتاق تجارت تهران بوده است.